# جون هوغلاند
جون هوغلاند (بالإنجليزية: John Hoagland)‏ هو صحفي ومصور أمريكي، ولد في 15 يونيو 1947 في سان دييغو في الولايات المتحدة، وتوفي في 16 مارس 1984.